# Campionati europei di atletica leggera 2018 - Salto triplo femminile
Il concorso del salto triplo femminile ai campionati europei di atletica leggera 2018 si è svolto l'8 e il 10 agosto 2018.

## Podio
| Oro     | Paraskeuī Papachristou Grecia |
| Argento | Kristin Gierisch Germania     |
| Bronzo  | Ana Peleteiro Spagna          |

## Record
Prima di questa competizione, il record del mondo (RM), il record europeo (EU) ed il record dei campionati (RC) sono i seguenti:
| Record                | Prestazione | Atleta                   | Data                            | Competizione  |
| --------------------- | ----------- | ------------------------ | ------------------------------- | ------------- |
| Record mondiale       | 15,50 m     | Inesa Kravec' Ucraina    | 10 agosto 1995 Göteborg, Svezia | Mondiali 1995 |
| Record europeo        | 15,50 m     | Inesa Kravec' Ucraina    | 10 agosto 1995 Göteborg, Svezia | Mondiali 1995 |
| Record dei campionati | 15,15 m     | Tat'jana Lebedeva Russia | 9 agosto 2006 Göteborg, Svezia  | Europei 2006  |

## Risultati

### Qualificazioni
Si qualificano alla finale le atlete che saltano 14,05 m (Q) o le dodici migliori misure (q).
| Pos | Gruppo | Atleta                  | Nazionalità                 | 1ª prova | 2ª prova | 3ª prova | Risultato | Note |
| --- | ------ | ----------------------- | --------------------------- | -------- | -------- | -------- | --------- | ---- |
| 1   | A      | Paraskeuī Papachristou  | Grecia                      | 14,49    |          |          | 14,49     | Q    |
| 2   | A      | Hanna Knyazyeva-Minenko | Israele                     | 13,91    | x        | 14,41    | 14,41     | Q,   |
| 3   | A      | Neele Eckhardt          | Germania                    | 14,33    |          |          | 14,33     | Q,   |
| 4   | B      | Rouguy Diallo           | Francia                     | 14,31    |          |          | 14,31     | Q,   |
| 4   | B      | Kristin Gierisch        | Germania                    | x        | 14,31    |          | 14,31     | Q    |
| 6   | A      | Jeanine Assani Issouf   | Francia                     | 13,20    | 14,30    |          | 14,30     | Q    |
| 7   | A      | Ana Peleteiro           | Spagna                      | 14,27    |          |          | 14,27     | Q    |
| 8   | A      | Kristiina Mäkelä        | Finlandia                   | 14,24    |          |          | 14,24     | Q    |
| 9   | B      | Elena Panțuroiu         | Romania                     | 13,93    | x        | 14,20    | 14,20     | Q    |
| 10  | A      | Susana Costa            | Portogallo                  | 13,80    | 14,17    |          | 14,17     | Q,   |
| 11  | B      | Naomi Ogbeta            | Gran Bretagna               | 13,64    | 13.83    | 14,15    | 14,15     | Q    |
| 12  | A      | Gabriela Petrova        | Bulgaria                    | 14,05    |          |          | 14,05     | Q    |
| 13  | B      | Olha Saladukha          | Ucraina                     | 13,85    | x        | 14,04    | 14,04     |      |
| 14  | A      | Anna Jagaciak-Michalska | Polonia                     | 11,34    | 13,87    | 14,01    | 14.01     |      |
| 15  | A      | Jessie Maduka           | Germania                    | x        | x        | 13,94    | 13,94     |      |
| 16  | B      | Patrícia Mamona         | Portogallo                  | 12,64    | 13,81    | 13,92    | 13,92     |      |
| 17  | B      | Iryna Vaskouskaya       | Bielorussia                 | 13,10    | x        | 13,90    | 13,90     |      |
| 18  | A      | Hanna Krasutska         | Ucraina                     | 13,88    | 13,74    | 13,41    | 13,88     |      |
| 19  | A      | Lecabela Quaresma       | Portogallo                  | x        | 13,71    | 13,87    | 13,87     |      |
| 20  | B      | Patricia Sarrapio       | Spagna                      | 13,87    | x        | 13,60    | 13,87     |      |
| 21  | A      | Violetta Skvartsova     | Bielorussia                 | 13,82    | x        | 13,36    | 13,82     |      |
| 22  | B      | Tähti Alver             | Estonia                     | 13,09    | 13,66    | 13,76    | 13,76     |      |
| 23  | B      | Dovilė Dzindzaletaitė   | Lituania                    | 13,39    | 13,75    | 13,33    | 13,75     |      |
| 24  | A      | Merilyn Uudmäe          | Estonia                     | 13,24    | x        | 13,74    | 13,74     |      |
| 25  | B      | María Vicente           | Spagna                      | x        | x        | 13,50    | 13,50     |      |
| 26  | B      | Aleksandra Nacheva      | Bulgaria                    | 13,39    | 13,33    | 13,34    | 13,39     |      |
| 27  | B      | Anna Krylova            | Atleti Neutrali Autorizzati | 13,05    | 12,86    | 13,05    | 13,05     |      |
|     | A      | Ottavia Cestonaro       | Italia                      | x        | x        | x        | nm        |      |
|     | B      | Dariya Derkach          | Italia                      | x        | x        | x        | nm        |      |

### Finale
| Pos     | Atleta                  | Nazionalità   | 1ª prova | 2ª prova | 3ª prova | 4ª prova | 5ª prova | 6ª prova | Risultato | Note                          |
| ------- | ----------------------- | ------------- | -------- | -------- | -------- | -------- | -------- | -------- | --------- | ----------------------------- |
| Oro     | Paraskeuī Papachristou  | Grecia        | x        | 14,60    | x        | x        | x        | 14,32    | 14,60     | =                             |
| Argento | Kristin Gierisch        | Germania      | 14,45    | 13,93    | 13,24    | 14,39    | 14,34    | 14,23    | 14,45     | Miglior prestazione personale |
| Bronzo  | Ana Peleteiro           | Spagna        | 14,42    | 14,33    | 14,12    | x        | x        | 14,44    | 14,44     |                               |
| 4       | Elena Panțuroiu         | Romania       | x        | 14,19    | x        | 14,38    | x        | x        | 14,38     |                               |
| 5       | Hanna Knyazyeva-Minenko | Israele       | 14,37    | x        | 14,15    | x        | 13,65    | 13,94    | 14,37     |                               |
| 6       | Gabriela Petrova        | Bulgaria      | 14,12    | 11,61    | 13,92    | 14,25    | 14,26    | 12,05    | 14,26     |                               |
| 7       | Jeanine Assani Issouf   | Francia       | 14,12    | 13,58    | 14,00    | 14,00    | 13,72    | 13,52    | 14,12     |                               |
| 8       | Rouguy Diallo           | Francia       | 14,08    | x        | 13,72    | 13,65    | x        | 13,87    | 14,08     |                               |
| 9       | Kristiina Mäkelä        | Finlandia     | 13,93    | 14,01    | x        |          |          |          | 14,01     |                               |
| 10      | Neele Eckhardt          | Germania      | 14,01    | 13,83    | 12,31    |          |          |          | 14,01     |                               |
| 11      | Susana Costa            | Portogallo    | 13,78    | 13,97    | 13,87    |          |          |          | 13,97     |                               |
| 12      | Naomi Ogbeta            | Gran Bretagna | 13,94    | 13,59    | 13,23    |          |          |          | 13,94     |                               |